# Брегалница (1923)
Вижте пояснителната страница за други значения на Брегалница.
„Брегалница“ (в оригинал „Брѣгалница“) е илюстрован вестник на Щипското благотворително братство. Излиза в един брой на 30 декември 1923 година. Посветен е на 25 години от създаването на братството.